# J. Roche
J. Roche (ur. ?, zm. ?) – irlandzki rugbysta, reprezentant kraju.
Związany był z klubem Clontarf. W latach 1890–1892 rozegrał w Home Nations Championship siedem spotkań dla irlandzkiej reprezentacji zdobywając pięć punktów z podwyższeń.